# Lago Manimahesh
O lago Manimahesh (também conhecido como lago Dal) é um lago de grande altitude (4080 metros) situado próximo ao Pico Manimahesh Kailash, na cadeia de Pir Panjal dos Himalaias, na subdivisão Bharmour do distrito de Chamba, no estado Indiano de Himachal Pradesh. O significado religioso deste lago é similar ao do lago Manasarovar no Tibete.

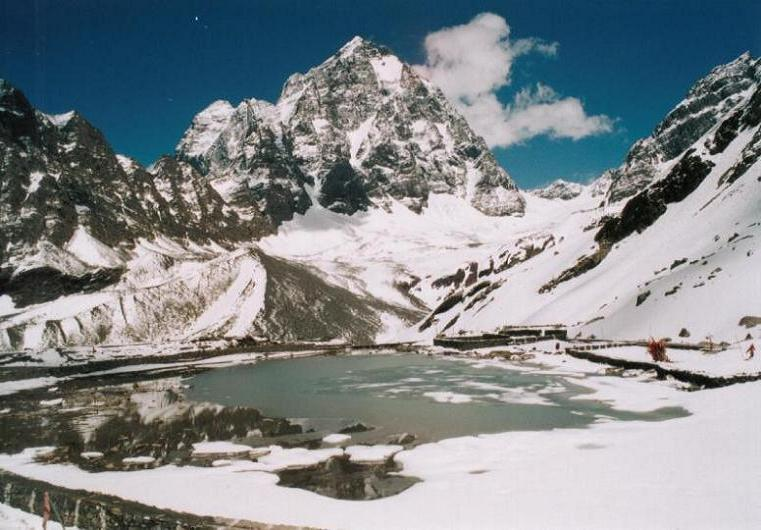
Vista do lago Manimanesh

O lago é o palco de uma peregrinação altamente reverenciada, realizada durante o mês de agosto/setembro correspondente ao mês de Bhadon de acordo com o calendário Hindu, no oitavo dia do período da Lua Nova. A peregrinação é conhecida como 'Manimahesh Yatra'. O Governo de Himachal Pradesh declarou-a como um movimento de peregrinação de nível estadual.

## Lenda
De acordo com uma lenda popular, acredita-se que Xiva criou o lago Manimahesh depois de ter se casado com a deusa Parvati, que é adorada como Mata Girija. Existem muitas lendas que conectam Shiva e suas demonstrações de desagrado com avalanches e nevascas que ocorrem na região.
A etimologia de Manimahesh significa uma "joia" (Mani) na coroa do "Senhor Xiva" (Mahesh). De acordo com uma lenda local, os raios lunares que são refletidos na joia podem ser vistos do lago Manimahesh em noites claras e límpidas de lua cheia (que é uma ocasião rara). No entanto, foi inferido que tal fenômeno poderia ser o resultado da reflexão da luz da geleira que cobre o pico da montanha, na forma de uma serpente que envolve o pescoço de Shiva.

## Características geográficas

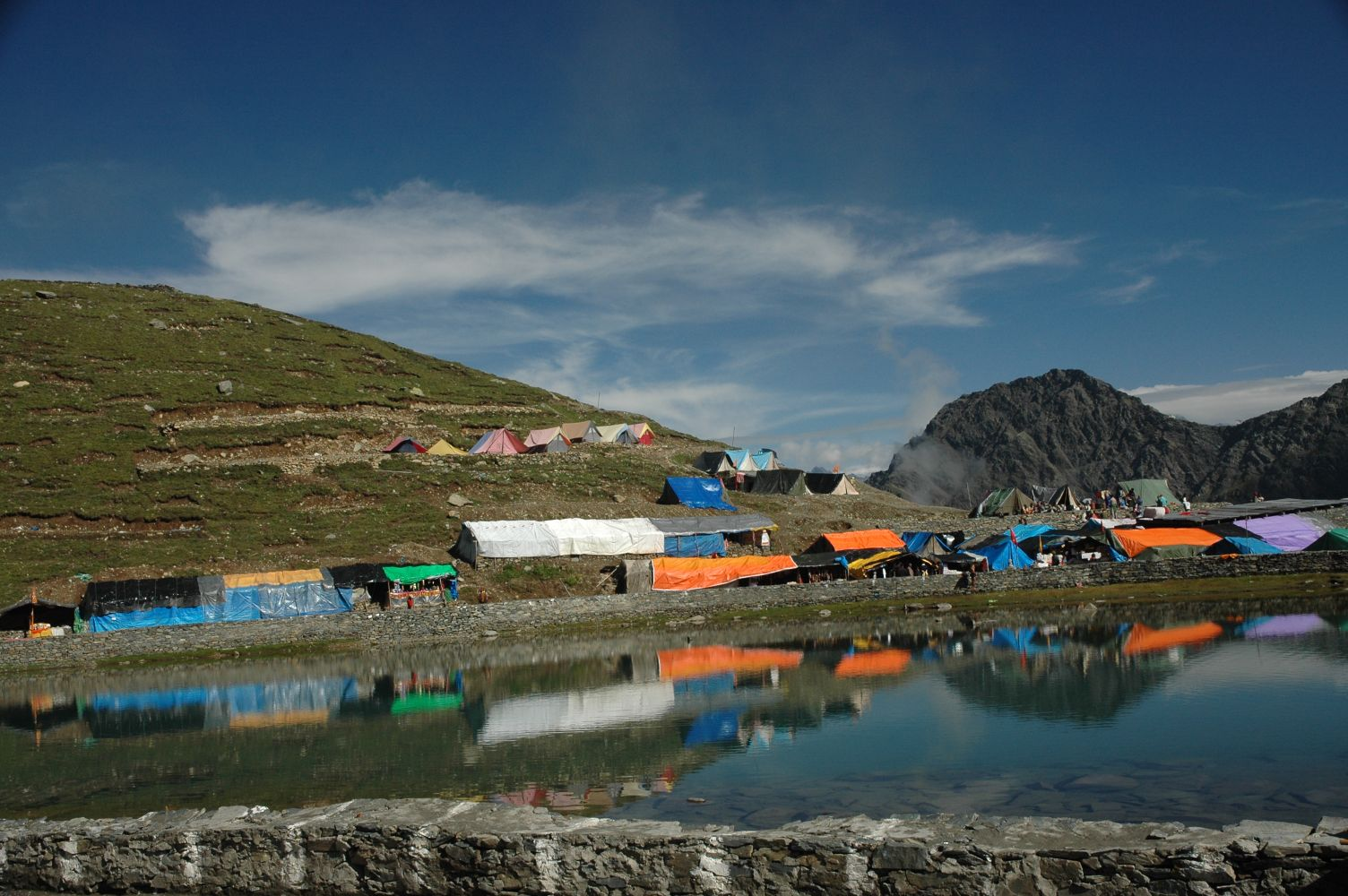
Um pequeno lago com peregrinos que vivem em tendas, durante o evento anual - Manimahesh Yatra

O lago, de origem glacial, fica no alcance superior de Ghoi nala, um tributário do rio Budhil, que por sua vez é um tributário do rio Rauí, em Himachal Pradesh. Aém disso, o próprio lago é a origem de um outro riacho tributário do rio Budhil, chamado de Manimahesh Ganga, que se origina do lago como uma catarata. O lago, considerado uma depressão glacial, se alimenta por água proveniente do derretimento de neve das colinas que o cercam.
Próximo ao fim de junho, com o gelo começando a derreter, diversos pequenos córregos surgem ao redor do lago. O campo de neve na base da montanha é chamado pelos habitantes locais de "playground de Shiva", de acordo com uma crença de que Shiva teria ficado no local junto com sua consorte Parvati.